# Tomasmäss
Tomasmäss den 21 december, var i Sverige helgdag fram till 1772 då dess helgdagsstatus avskaffades. Det var helige Tomas namnsdag. Han hade enligt legenden döpt de tre vise männen, och dessutom varit missionär i Indien.
Tomasdagen var årets kortaste dag och vintersolståndet inföll, julfriden började för djur och människor, och förberedelserna för den stora helgen skulle vara klara. Julfriden, som varade fram till trettondagen, ansågs vara av Gud befalld; den som begick ett brott under dessa dagar fick sitt straff fördubblat. Magin låg i luften och man skulle avhålla sig från sådant som gick i cirkel: mala, slipa eller spinna. Julölet skulle också avsmakas denna dag.

### Fotnoter
1. ↑  ”Tomasmäss”. Institutet för språk och folkminnen. Arkiverad från originalet den 25 december 2015. https://web.archive.org/web/20151225091813/http://www.sprakochfolkminnen.se/folkminnen/handelser-i-almanackan/kalender/i-almanackan/handelser-i-almanackan/2014-11-24-tomasmass.html. Läst 24 december 2015.